# Litteraturåret 1863

## Priser och utmärkelser
- Kungliga priset – Peter Wieselgren
- Letterstedtska priset för översättningar – Carl Vilhelm August Strandberg för hans översättningar av Byron

## Nya böcker

### A – G
- Bröderna Stålkrona av Wilhelmina Stålberg
- Fem veckor i en ballong av Jules Verne

### H – N
- Kapten Fracasse av Théophile Gautier
- Kosackerna av Lev Tolstoj

### O – Ö
- Paris i tjugonde seklet av Jules Verne
- Polikusjka av Lev Tolstoj

## Födda
- 6 januari – Adolf Paul (död 1943), finländsk-tysk författare.
- 8 januari – Paul Scheerbart (död 1915), tysk författare.
- 3 mars – Arthur Machen (död 1947), brittisk författare.
- 1 april – Harald Jacobson (död 1913), svensk poet.
- 3 augusti – Louis Sparre (död 1964), svensk greve, konstnär och författare.
- 3 september – Hans Aanrud (död 1953), norsk författare.